# 山岸伸
山岸 伸（やまぎし しん、1950年3月22日 - ）は、日本の写真家。日本写真家協会会員、「ミス・アース」審査員。「日本写真協会賞作家賞」受賞。俳優・アイドル・スポーツ選手・政治家などポートレートを中心に撮影。グラビア、雑誌、写真集、広告等、400冊以上出版。とかち観光大使、帯広市観光大使。

## 人物・来歴
千葉県出身。（社）日本写真家協会会員。とかち観光大使、帯広市観光大使。
ポートレイト撮影を中心に広告から雑誌グラビアまで幅広く活躍しており、撮影した写真集は、牧瀬里穂の1st写真集をはじめ400冊を越える。
撮影対象は主に女性アイドル、女優、女性歌手などである。過去に細川ふみえ、かとうれいこ、武田久美子など人気写真集を手掛けた。
2000年（平成12年）福岡県の民放、KBC九州朝日放送が制作する深夜バラエティー『ドォーモ』で、素人女性ばかりを集めた写真集の発売が企画された際、そのカメラマンとして指名された。当初は戸惑いと軋轢もあったが、何とか刊行にまでこぎつけた。このコーナーから萬田美子がデビューし、番組に定着。そうしたこともあってか番組関係者との交流は途絶えておらず、山岸のブログではたまに番組関係者のことが語られることがある。2006年（平成18年）4月号まで約15年にわたり学研のカメラ雑誌『CAPA』の表紙撮影を担当。
2006年（平成18年）頃より、ばんえい競馬の撮影をするようになる。その撮影がきっかけで、とかち観光大使に任命される。また、2016年3月に、写真集&ガイドブック「北海道遺産ばんえい競馬」を発売した。
2007年（平成19年）3月から写真展『瞬間の顔』をスタート。キッカケは俳優の西田敏行が体調を崩したことから。「1枚でも多く撮っておかなければ」という思いで撮影したことが出発点になった。西田との出会いはカメラを持ちはじめた頃から撮影させてもらった恩もあり、心底からアニキだと思っている（2021年現在、915組撮影）。
2009年（平成21年）3月23日に慢性骨髄性白血病と診断されたが、毎日、撮影していれば元気でいれると、投薬治療を受け副作用と闘いながら現在も笑顔で治療中。
2017年（平成28年）「日本写真協会賞作家賞」受賞。同年より「ミス・アース」審査員を務める。2019年（平成31年）8月に、写真集「輓馬 —BANEI KEIBA—」を発売。

## 写真集
※国立国会図書館公式サイトから検索

### あ行
- 相川恵里
  - 「旬」（TIS, 1991年4月）
- 相田すみれ
  - 「蜜縛」（竹書房, 2004年1月）
- アイドルハイスクール 芸能女学館
  - 「アイドルハイスクール 芸能女学館 PHOTO BIBLE」（1998年9月、扶桑社、監修：アイドルハイスクール・プロジェクト）
- 青木佳音
  - 「透間」（竹書房, 2014年6月）
- 青木美津子
  - 「青木美津子写真集」（コンパスマガジンエクスプレス, 1992年5月）
- 青木りん
  - 「Rin's I land」（アクアハウス, 2003年4月）
- 青田恵子
  - 「青田恵子写真集」（スコラ, 1989年11月）
- 青田さちこ
  - 「青田さちこ写真集」（ビックマン, 1990年6月）
- 青山花菜
  - 「麗美」（コンパス, 2001年8月）
- 秋野結
  - 「ゆい14歳」（大洋図書, 2004年7月）
- 秋葉靖子
  - 「A×S」（コンパス, 2002年4月）　※坂本三佳と合同
- 朝岡実嶺
  - 「Natural」（英知出版, 1990年8月）
- 浅香まり
  - 「浅香まり写真集」（スコラ, 1992年4月）
- 朝比奈まり
  - 「まり朝比奈」（音楽専科社, 1996年5月）
- 朝比奈みつる
  - 「朝比奈みつる写真集」（ビックマン, 1990年6月）
- 麻生真宮子
  - 「特別な時間」（TIS, 1991年9月）
- 安達有里
  - 「Beauty smile」（晋遊舎, 2008年10月）
- 穴井夕子
  - 「Peche」（ぶんか社, 1999年11月）
- 網浜直子
  - 「ラヴレター」（風雅書房, 1994年12月）
- 歩りえこ
  - 「スフィア 歩りえこ 1st写真集」（講談社、2022年7月）
- 飯島愛
  - 「I love愛」（TIS, 1992年12月）
  - 「Shakin'」（光文社, 1993年12月）
- 飯島直子
  - 「風に抱かれて Singapore my love」（ビックマン, 1991年5月）
  - 「抱きしめて」（TIS, 1991年6月）
  - 「Naoの方舟」（ワニブックス, 1993年4月）
- 飯野あかね&あゆみ
  - 「Missy 2」（コンパス, 2000年9月）
- 五十嵐圭
  - 「Principe」（日刊スポーツ出版社, 2009年10月）
- 五十嵐りさ
  - 「私、りさ」（近代映画社, 1998年2月）
- 石川瞳
  - 「Pupilla」（音楽専科社, 2001年5月）
- いしだみか
  - 「Loosening up」（コンパス, 1996年6月）
- 石田裕子
  - 「恋するランジェリー」（双葉社, 2008年5月）
- 磯山さやか
  - 「Nectarine」（アクアハウス, 2002年5月）
- 伊藤あい
  - 「アイモード」（アクアハウス, 2004年8月）
- 井上喜久子
  - 「Dream time」（ムービック, 1995年9月）
- 井上美琴
  - 「Harmonics」（コンパス, 2001年8月）
- 井本操
  - 「Alivolo」（音楽専科社, 2005年7月）
- 井元由香
  - 「小姐」（音楽専科社, 2001年7月）
  - 「チェッコリ」（音楽専科社, 2003年7月）
- 岩佐真悠子
  - 「M.I.2」（学習研究社, 2004年7月）
  - 「M.I.4」（学習研究社, 2004年9月）
- 岩間香須美
  - 「岩間香須美ファースト写真集」（音楽専科社, 2003年1月）
- 岩本ありす
  - 「ありすの目覚め」（彩文館出版, 2007年3月）
- 上野美津恵
  - 「one's eye 熱い視線」（TIS, 1992年11月）
- 浮田久恵
  - 「Impression」（ソフトガレージ, 1999年4月）
- 牛川とこ
  - 「サンキュ!」（アクアハウス, 2003年12月）
- 卯月麻衣
  - 「あいまいlove」（双葉社, 2009年4月）
- 江口ナオ
  - 「江口ナオ写真集」（大洋図書, 2002年10月）
- 内宮有里
  - 「Ari@RQ」（竹書房, 2006年2月）
- 遠藤明子
  - 「Shinning」（コンパス, 2000年7月）
- 凰稀かなめ
  - 「IOLANA」（徳間書店, 2015年12月）
- 大塚良子
  - 「Fragile」（近代映画社, 1999年8月）
- 大原かおり
  - 「Brand《O》」（アクアハウス, 2002年11月）
- 岡田真由香
  - 「Applause」（音楽専科社, 2007年9月）
- 小澤理詠
  - 「Brilliant」（F.T.B., 1997年8月）
- 小山田千明
  - 「ノー・メイク」（スコラ, 1987年5月）
- 折田みゆき
  - 「MO」（近代映画社, 1999年6月）
- オン・スイピン
  - 「温翠蘋」（近代映画社, 1997年3月）

### か行
- 華彩なな
  - 「Love Potion」（竹書房, 2010年7月）
- カイヤ
  - 「The Real Caiya」（音楽専科社, 2012年4月）
- 風間ルミ
  - 「Orage」（双葉社, 2005年7月）
- 風祭ゆき
  - 「再会」（コンパス, 1996年6月）
- 柏静香
  - 「1990～2002柏静香11歳」（コンパス, 2002年6月）
  - 「Pixy tail」（彩文館出版, 2006年1月）
- 桂木文
  - 「やすらぎ」（ビックマン, 1990年2月）
- 加藤明日美
  - 「Stand」（コンパス, 2001年1月）
- 加藤紀子
  - 「紀子図鑑」（近代映画社, 1993年6月）
- かとうれいこ[5]
  - 「1990クラリオンガール」（近代映画社, 1989年11月）
  - 「風のまにまに」（主婦と生活社, 1991年12月）
  - 「愛してくださいますか。」（ビックマン, 1991年6月）
  - 「私生活」（ワニブックス, 1991年9月）
  - 「Watch me」（音楽専科社, 1994年7月）
- かとう唯
  - 「ミス・ティアーズ 泣き顔写真集」（涙活9周年×銚子電鉄99周年企画, 2022年8月）
- 金沢あかね
  - 「Sign」（竹書房, 1999年10月）
  - 「Design」（竹書房, 2000年1月）
- 金子恵美
  - 「失楽園」（TIS, 1990年10月）
- 河合美果
  - 「不思議な果実」（大陸書房, 1991年6月）
- 神乃麻美
  - 「Pearl」（コンパス, 1996年3月）
- カルーセル麻紀
  - 「Fortissimo」（大洋図書, 2003年11月）
- 川崎愛
  - 「Ai」（コンパス, 1997年7月）
- 川奈栞
  - 「La peche」（音楽専科社, 2009年8月）
- 川奈まり子
  - 「Final eros」（双葉社, 2003年6月）
- 川村ひかる
  - 「Ki・la・la」（彩文館出版, 1999年3月）
- 神戸みゆき
  - 「ナビ」（竹書房, 2004年10月）
- 北嶋えり
  - 「Deep motion」（大洋図書, 2003年9月）
- 北原歩
  - 「Platinum lady」（音楽専科社, 1995年10月）
- 木下優
  - 「With you」（ぶんか社, 1998年5月）
  - 「木下優写真集」（大洋図書, 2002年9月）
- 草野綾
  - 「あめ色の空に 草野綾1st写真集」（光文社、2021年12月）
  - 「白ばらの夜 草野綾写真集」（双葉社、2022年12月）
- 熊田曜子
  - 「Mimosa」（アクアハウス, 2002年3月）
  - 「Sunlight」（イースト・プレス, 2006年6月）
- 栗原みなみ
  - 「トリップ」（コンパス, 1996年9月）
  - 「ノーブル」（近代映画社, 1998年6月）
- 久留須ゆみ
  - 「Kurusu」（ぶんか社, 1999年11月）
  - 「限界」（音楽専科社, 2000年3月）
- ごあきうえ
  - 「Classical punk」（情報センター出版局, 2000年10月）
- 幸田まいこ
  - 「幸田まいこ写真集」（テイ・アイ・エス, 1998年6月）
- 神徳由女
  - 「女神」（彩文館出版, 2005年11月）
- 国分佐智子
  - 「Soleil」（テイ・アイ・エス, 1998年12月）
- 小桜セレナ
  - 「Serenade」（竹書房, 2008年7月）
- 児島美ゆき
  - 「陽炎」（音楽専科社, 2003年7月）
- 小林恵美
  - 「AI」（コンパス, 2002年8月）
- 小林ユリ
  - 「Nina」（音楽専科社, 2005年7月）
  - 「Nu」（ジーオーティー, 2010年10月）
- 駒木なおみ
  - 「Goddess」（光文社, 1993年10月）

### さ行
- 西条美咲
  - 「DOLL BRIDE」（アトリエサード, 2012年12月）
  - 「Snow Kingdom」（GLOBAL INNOVATION, 2015年7月）
- 斉藤志乃
  - 「チブサ」（竹書房, 1999年12月）
- 斎藤工
  - 「Nirai kanai」（音楽専科社, 2008年10月）
- 斉藤美穂
  - 「G-scandal」（リイド社, 1995年4月）
- 三枝実央
  - 「Mio」（バウハウス, 1999年6月）
- 坂井優美
  - 「Ciphreth」（コンパス, 2000年11月）
- 坂木優子
  - 「Rebirth」（音楽専科社, 2000年2月）
  - 「終章」（音楽専科社, 2001年2月）
  - 「Yuko Sakaki 1992-2002」（アクアハウス, 2002年9月）
- 相楽のり子
  - 「Touch」（コンパス, 2001年5月）
- 坂本三佳
  - 「A×S」（コンパス, 2002年4月）　※秋葉靖子と合同
- 桜井あゆみ
  - 「ウェイクアップ」（コンパス, 1996年10月）
  - 「Mask」（コンパス, 1997年8月）　※水谷ケイ合同
- 桜樹ルイ
  - 「L・a・s・t」（音楽専科社, 2000年8月）
  - 「櫻」（コンパス, 2002年4月）
- 佐藤恵美
  - 「佐藤恵美写真集」（近代映画社, 1988年9月）
  - 「Ever」（近代映画社, 1989年3月）
- 佐藤江里
  - 「ビート」（コンパス, 1994年12月）
- 佐藤江梨子
  - 「Ufu」（彩文館出版, 1999年3月）
- 佐藤麻紗
  - 「Macha」（アクアハウス, 2002年7月）
- 沢地優佳
  - 「ボールド」（竹書房, 2004年6月）
- 三東ルシア
  - 「非縄情話」（大洋図書, 2003年7月）
- 三宮位知子
  - 「Ichiko」（コンパス, 1997年12月）
- 渋谷浩子
  - 「15歳」
- 柴田恵里
  - 「Decision」（音楽専科社, 2003年3月）
- 清水香織
  - 「艶舞」（TIS, 1991年2月）
- 白井夏
  - 「Nurse call : 白い天使が今舞い降りた」（ソフトガレージ, 2002年12月）
- ジャガー横田
  - 「薔薇」（コンパス,1998年）
- 庄司ゆうこ
  - 「February 22」（双葉社, 2010年2月）
- 杉本彩
  - 「杉本彩写真集」（スコラ, 1988年3月）
  - 「杉本彩写真集」（スコラ, 1988年8月）
- 鈴木紗理奈
  - 「Phunky phat photography」（タイガーエンタープライズ, 1996年10月）
- すまりえ
  - 「ショア」（コンパス, 1995年6月）
- 芹沢直美
  - 「不思議な君が好き」（英知出版, 1987年1月）
  - 「Sincerely」（近代映画社, 1989年3月）
- 千堂あきほ
  - 「'91 style book Aquiho's season」（主婦と生活社, 1991年8月）

### た行
- ダーシャ&マーシャ
  - 「Doll」（音楽専科社, 2004年2月）
- 高木梓
  - 「White room」（テイ・アイ・エス, 2000年7月）
- 高橋晴香
  - 「Tone」（コンパス, 2001年2月）
  - 「Junna×晴香」（コンパス, 2002年2月）　※森下純菜と合同
- 滝ありさ
  - 「Hold me」（音楽専科社, 2008年3月）
- 武田久美子[5]
  - 「Diva」（音楽専科社, 2002年5月）
- 武田修宏
  - 「武田流ポジティブの貫き方」（アクアハウス, 2002年6月）
- 竹田ゆかり
  - 「竹田ゆかり写真集」（近代映画社, 1988年9月）
- 田中沙斗子
  - 「Precious」（ゲオ販売, 1998年11月）
- 谷口紗耶香
  - 「谷口紗耶香写真集」（近代映画社, 1999年6月）
- 谷理沙
  - 「My sweet heart」（コンパス, 2000年6月）
- 田村美咲
  - 「Time lag」（アクアハウス, 2004年10月）
- 田村りんか
  - 「Reincarnation」（コンパス, 2000年10月）
- 千夏ゆい
  - 「悪戯」（海王社, 1998年2月）
- 千尋
  - 「Chihiro」（アクアハウス, 2002年7月）
- 露木陽子
  - 「露木陽子写真集」（スコラ, 1992年3月）
- Dee-Dee
  - 「Miyuki & Noriko」（ワニブックス, 1993年10月）
- T-ARA
  - 「Sparkle」（幻冬舎, 2012年4月）
- 照屋友季子
  - 「YUKIKO TERUYA」（コンパス, 1998年3月）
- 富田麻帆
  - 「Mahoooo～!」（アクアハウス, 2003年11月）

### な行
- ナオミ・グレース
  - 「Mirage」（祥伝社, 1999年8月）
- 中尾加奈子
  - 「中尾加奈子写真集」（近代映画社, 1989年2月）
- 中条かな子
  - 「Pulin pulin」（TIS, 1990年12月）
- 中条リザ
  - 「可愛いく抱いて」（TIS, 1991年10月）
  - 「中条リザ写真集」（スコラ, 1991年6月）
- 中谷香織
  - 「This is eros」（BuryLiving, 1998年12月）
- 中村麻由
  - 「ミス・ティアーズ 泣き顔写真集」（涙活9周年×銚子電鉄99周年企画, 2022年8月）
- 中山あい
  - 「Charm」（コンパス, 1999年8月）
- 夏川純
  - 「純心」（大洋図書, 2003年9月）
- 南々子
  - 「南々子」（アクアハウス, 2009年4月）
- 七森美江
  - 「Colors」（コンパス, 1997年7月）
- 成清加奈子
  - 「Scramble」（近代映画社, 1989年6月）
- 西野妙子
  - 「Kiss me」（ワニブックス, 1994年4月）
- 西原麻衣
  - 「Pione」（テイ・アイ・エス, 1996年12月）
- 根本はるみ
  - 「Yellow」（コンパス, 2002年8月）
- 野崎亜里沙
  - 「Arisa」（アクアハウス, 2004年8月）

### は行
- 葉川空美
  - 「Coo!」（コンパス, 2002年3月）
- 白田由布子
  - 「Laugh」（コンパス, 2000年8月）
- 原田由美子
  - 「Straight!」（コンパス, 2001年11月）
- 林葉直子
  - [不倫旅行」（テイ・アイ・エス, 1998年12月）
- 林美里
  - 「Dreaming night 今夜は離さない」（大陸書房, 1991年11月）
  - 「Day dream～微睡みの中で」（大陸書房, 1991年6月）
- 葉山恵里
  - 「Eri 2000 : From Saipan」（彩文館出版, 2001年5月）
  - 「Eri 2001 : From Hawaii」（彩文館出版, 2001年5月）
- 葉山レイコ
  - 「シーズ・マイン」（コンパス, 1996年5月）
- 浜田まき
  - 「Sensual」（コンパス, 1995年10月）
  - 「シーユーアゲイン」（コンパス, 1996年12月）
- 浜野裕子
  - 「C.C.ガールズ」（近代映画社 1999年5月）
- 原田ゆうか
  - 「Curious」（ゲオ販売, 1998年11月）
- 雛形あきこ
  - 「玉手箱 ; vol.1」（タイガーエンタープライズ, 1996年3月）
  - 「Tamatebako」（タイガーエンタープライズ, 1997年10月）
  - 「Akiko Hinagata 1992-2002」（アクアハウス, 2002年9月）
  - 「Spring time雛形あきこ」（双葉社, 2018年5月）
- 卑弥呼
  - 「素肌のままで」（TIS, 1992年10月）
- 桧山進次郎
  - 「桧舞台 - 原点回帰」（大洋図書, 2005年3月）
- 広瀬久実
  - 「Naked」（音楽専科社, 2005年7月）
- 福愛美
  - 「ふくがきた。」（アクアハウス, 2003年4月）
- 藤崎仁美
  - 「Cutey pie」（興陽館書店, 1994年1月）
- 藤崎りお
  - 「Rio[2]」（双葉社, 2009年10月）
- 風吹あきら
  - 「Impressive」（英知出版, 1997年6月）
- ベイキャニオンズ
  - 「Bay Canyon's」（コンパス, 1997年11月）
- 宝生舞
  - 「Treasure」（近代映画社, 1994年4月）
- 宝月ひかる
  - 「Hikaru」（アクアハウス, 2003年7月）
- 北斗晶
  - 「Uno Dangerous queen」（ムービック, 1994年12月）
- ほしのあき
  - 「An adult Aki」（アクアハウス, 2003年12月）
- 細川ふみえ[5]
  - 「おいしい季節」（TIS, 1991年12月）
  - 「Ride the wind」（コンパスマガジンエクスプレス, 1992年7月）
  - 「Fantastic honey94」（興陽館書店, 1993年4月）
  - 「あなたに愛を」（テイ・アイ・エス, 1993年4月）
  - 「Fのaura」（音楽専科社, 2000年9月）
  - 「フェミニン」（音楽専科社, 2005年6月）
  - 「Eternal-陽光」（音楽専科社, 2006年12月）
  - 「piece!」（竹書房, 2012年12月）
- 堀江しのぶ
  - 「しのぶあい 22歳のファーストメッセージ」（近代映画社, 1987年11月）
  - 「穏やかな時」（スコラ, 1988年6月）
  - 「Reborn」（音楽専科社, 2002年8月）
  - 「Evergreen堀江しのぶ」（双葉社, 2018年3月）
- 本田美奈子

### ま行
- 前原あい
  - 「Balloon」（アクアハウス, 2004年11月）
- 牧瀬里穂
  - 「牧瀬里穂ファースト写真集」（角川書店, 1991年6月）
- 松岡知重
  - 「季節風」（スコラ, 1989年2月）
- 松金洋子
  - 「Dive in」（コンパス, 2002年6月）
- 松坂南
  - 「Luxury」（竹書房, 2010年3月）
- 松田純
  - 「松田純写真集」（コンパス, 1998年5月）
- 松田千奈
  - 「Sensation」（近代映画社, 1996年5月）
  - 「Senna Matsuda 1992-2002」（アクアハウス, 2002年9月）
- 松田まどか
  - 「まどか」（コンパス, 2001年7月）
- 美里まり
  - 「Mona Lisa」（コンパス, 1995年3月）
- 水谷ケイ
  - 「Nice body/Kei Mizutani」（コンパス, 1995年12月）
  - 「The body」（コンパス, 1996年5月）
  - 「グッバイ・ボディ」（コンパス, 1997年2月）
  - 「Mask」（コンパス, 1997年8月）　※桜井あゆみ合同
  - 「Return to body」（コンパス, 1998年12月）
- 水野美紀
  - 「Wish」（ワニブックス, 1997年7月）
- 緑マイザ
  - 「ひまわり」（アクアハウス, 2006年11月）
- MISSION
  - MISSION 写真集（ワニブックス、1998年11月）
- 南理香
  - 「インカネーション」（音楽専科社, 2000年9月）
- ミニスカポリス
  - 「Minisuka in Saipan」（ワニブックス, 1998年9月）
- 南麻衣子
  - 「Foxy」（光文社, 1994年3月）
- 三宅亜依
  - 「Eyes」（浪漫新社, 1993年10月）
- 宮本真希
  - 「Emerge」（ワニブックス, 2006年12月）
- 三訳真奈美
  - 「X-rayted」（アクアハウス, 2005年2月）
- MEGUMI
  - 「Meg」（アクアハウス, 2002年3月）
- 持田香織
  - 「Buffo」（ホーム社, 1999年7月）
- 望月沙耶
  - 「Falling down your pure eyes」（コスミックインターナショナル, 1997年12月）
  - 「Flash of sun」（コスミックインターナショナル, 1997年8月）
- 森えいみ
  - 「森えいみ写真集」（近代映画社, 1998年7月）
- 森ひろこ
  - 「森ひろ子写真集」（コンパス, 1998年3月）
  - 「Cent」（ワニブックス, 2008年6月）
- 森下純菜
  - 「Junna×晴香」（コンパス, 2002年2月）　※高橋晴香と合同
- 盛本真理子
  - 「25 birthday」（コンパス, 1996年6月）
  - 「終章」（コンパス, 1997年10月）
  - 「パンドラ」（コンパス, 1998年11月）
  - 「Last album」（コンパス, 1999年10月）
  - 「女神」（テイ・アイ・エス, 2000年6月）

### や行
- 安田成美
  - 「My diary」（シンコー・ミュージック, 1984年7月）
- 八幡えつこ
  - 「etsuko in tokyo」（コンパス, 2003年2月）
- 山田まりや
  - 「Mariya 1st」（コンパス, 1996年9月）
  - 「Mariya Yamada wild & free! 2」（近代映画社, 1997年10月）
- 山本理沙
  - 「RISA YAMAMOTO」 (スコラ, 1988年4月）
  - 「山本理沙写真集」 (スコラ, 1989年2月）
- 横須賀昌美
  - 「Desire」（竹書房, 2012年12月）
- 横山エミー
  - 「横山エミー写真集」（大洋図書, 2002年11月）
- 吉岡真由美
  - 「Memories」（コンパス, 1996年10月）
- 吉川綾乃
  - 「Plum sweet」（アクアハウス, 2002年.11月）
  - 「Possibility」（大洋図書, 2003年9月）
- 吉田秀彦
  - 「道」（双葉社, 2003年8月）
- 吉永千夏
  - 「Queen」（コンパス, 1999年3月）
- 吉野公佳
  - 「Crystal blueの輝き」（音楽専科社, 1994年2月）

### わ行
- 若槻千夏
  - 「千夏グラフィー」（クアハウス, 2002年12月）
- 和暮まどか
  - 「B-93」（コンパス, 1996年2月）

### その他
- 「Olympus & Tokyo FM at New York presents : ニューヨーク・フォトガイドブック」（アクアハウス, 2004年8月）
- 「北海道遺産 ばんえい競馬」（大阪書籍、2008年3月）
- 「ハリスビューティー」（竹書房, 2008年4月）
- 「オートサロン2010イメージガールA-classスペシャル」（三栄書房, 2010年1月）
- 「REAL RUN : 1秒と永遠 : SUPER GTオフィシャルドキュメンタリー」（幻冬舎, 2011年11月）
- 「風のなかの少女 球体関節人形写真集」（徳間書店、2016年7月）
- 「靖國の桜」（徳間書店、2017年6月）
- 「輓馬 BANEI KEIBA」（朝日新聞出版、2019年8月）
- 「風のなかの少女 2  球体関節人形写真集」（日本写真企画、2021年2月）

## 著書
※国立国会図書館公式サイトから検索
- 「山岸伸のポートレート写真を志す人へ」 (朝日新聞出版, 2015年4月10日）　ISBN 978-4022724724
- 「北海道遺産 ばんえい競馬」（朝日新聞出版, 2016年3月28日）　ISBN 978-4022724823
- 「靖國の桜」（徳間書店, 2017年6月）　ISBN 978-4198644215
- 「輓馬 —BANEI KEIBA—」（朝日新聞出版, 2019年8月20日)　ISBN 978-4023318397

### 共著
- 「球体関節人形 : 大竹京×山岸伸」（亥辰舎, 2010年9月）　ISBN 978-4904850053
- 「風のなかの少女 : 球体関節人形写真集」（徳間書店, 2016年7月20日)　ISBN 978-4198642037
- 「風のなかの少女 : 球体関節人形写真集2」（日本写真企画, 2021年2月）　ISBN 978-4865621167

## プロデュース
- 薩摩恵比寿堂「輓馬 —BANEI KEIBA—」（2020年6月）[6]
- 宮藤あどねイメージDVD「Heroin」（竹書房, 2021年6月23日）[7]

## 出演

### テレビ
※山岸伸テレビ出演・検索サイト一覧より
- 「ペケポン」（フジテレビ）　※ 写真審査員
- 「中居正広の身になる図書館」（テレビ朝日）　※ 写真審査員
- 「KOZY'S NIGHT 負け犬勝ち犬」（テレビ東京）　※ 写真審査員
- 「こんなステキなにっぽんが」（NHK）
- 「メレンゲの気持ち」（日本テレビ）
- 「ウチくる!?」（フジテレビ）
- 「その他の人に会ってみた」（TBSテレビ）
- 「答えて!メロス」（毎日放送）
- 「リアル×ワールド」（日本テレビ）
- 「グッド!モーニング」（テレビ朝日）
- 「スーパーモーニング」（テレビ朝日）
- 「ワイド!スクランブル」（テレビ朝日）
- 「レディス4」（テレビ東京）
- 「幸せを創る手の物語」（テレビ東京）
- 「生きるを伝える」（テレビ東京）
- 「Hello!フォト☆ラバーズ 〜ミル・トル・アルク〜」（BS朝日）
- 「撮り旅」（BS-TBS）
- 「写真家たちの日本紀行 〜未来に残したい情景〜」（BSテレ東）
- 「押切もえの写×旅 in Seoul」（BS日テレ）
- 「モテるの法則」（エンタメ〜テレ

### インターネット放送
- 「山岸伸の今夜も美人に会わナイト」（2011年9月30日から開始 月1金曜、ニコジョッキー）　※ レギュラー

### DVD
- 「世界鳥居紀（奇）行 IN サイパン」（コンテンツリーグ, 2012年8月22日）